# Kristijan Skredsvig
Kristijan Skredsvig (12. mart 1854 — 19. januar 1924) bio je norveški pisac i slikar, posebno poznat po svojim živopisnim slikama.

## Biografija
Kristijan Skredsvig je rođen u Modumu, Buskerud 1854. godine. Sa 15 godina upisuje je školu crtanja i slikanja Eckersberg crteža i škole boje u Kristijaniji (danas Oslu). Kasnije je studirao u Kopenhagen, Minhen i Pariz. 1881. je postao jedini norveški umetnik koji je dobio zlatnu medalju na Pariskom slaonu za slikanje Une ferme à Venoix. Posle dosta godina provedenih u Parizu se vratio u Norvešku 1886. godine i nastanio u Fleskumu, Bærum. Njegova poznata neoromantična slika Seljefløiten je naslikana na jezeru u Berumu.
Godine 1894. se seli u Egedal, opština Sigdal, gde je podigao svoj dom Hagan. U prirodnom pejzažu Egedala, Skredsvig pronalazi inspiraciju i motive za slikanje. Najpoznatija je Duboko more. Dve godine kasnije se njegov dobar prijatelj i kolega sa studija u Minhenu, slikar Teodor Kitelsen, takođe seli u Sigdal, ubrzo posle posete Skredsvig u njegovom novom domu.
Skredsvigova autobiografija "Dani i noći među umetnicima" je objavljena 1908. godine, a usledili su i romani Møllerens Son i Evens hjemkomst.

## Lični život
Kristijan Skredsvig je bio 12 godina u braku sa Megi Plate iz Hovika, ali su se razveli 1894. godine. Četiri godine kasnije se oženio sa Beret Berg koja je bila iz Egedala. Imali su četvoro dece. Skredsvig je živeo u Haganu, Egedal do svoje smrti 1924. godine.

## Hagan
Hagan se nalazi visoko na Egedalu sa pogledom na jezero Solevan i planinu Andersnaten. Skredsvigov bivši dom je od 1970. godine muzej. Nameštaj i predmeti su sačuvani kao što su bili u vreme dok je Skredsvig živeo tamo. Njegova dela kao i slike njegovih prijatelja i dalje stoje na zidovima, sve ukupno oko 150 originalnih umetničkih dela. Stara rezdencija i dalje pripada članovima porodice Skredsvig. Opština Sigdal je odgovorna za održavanje i upravljanje muzeja.
Postoji velika slika ovog slikara u Muzeju umetnosti u Bergenu, Norveška ( "Zimska scena, Pariz")

## Galerija
- Ballade (Ballad. 1881)
- En gård i Venoix (A farm in Venoix. 1881)
- Jørgen Moe (1896)

## Spoljašnje veze
- Hagan, the artist's home and museum in Eggedal
- Sigdal Municipality in Norway Архивирано на веб-сајту  (3. март 2016)